# アンゼルム・フォン・ロートシルト

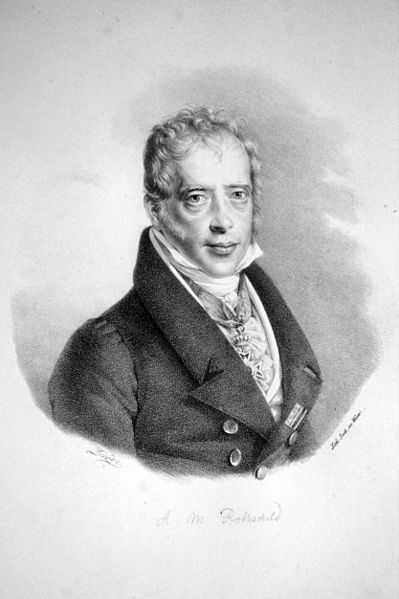
アンゼルム・ザロモン・フォン・ロートシルト

アンゼルム・ザロモン・フォン・ロートシルト男爵（ドイツ語: Anselm Salomon Freiherr von Rothschild, 1803年1月29日 - 1874年7月27日）は、オーストリアの銀行家、政治家、貴族。
ウィーン・ロートシルト家（英語読みでロスチャイルド家）の第2代当主。

## 経歴
1803年1月29日にウィーン・ロートシルト家の祖ザロモン・フォン・ロートシルトとその妻カロリーネの長男として生まれる。唯一の男子であった。
1855年に父が死去するとウィーン・ロートシルト家の当主となる。同年にクレディトアンシュタルト銀行を創設。同行をオーストリア経済をリードする存在に育て上げた。のちのオーストリア銀行である。
1861年にはオーストリア貴族院議員に列した
1874年7月27日に死去した。遺言により四男アルベルトに銀行を任せた。

## 人物
彼の父ザロモンには「おべっか使いのユダヤ人」然とした奴隷根性的な雰囲気があったというが、生まれながらに富裕であったアンゼルムにはそういった雰囲気はなかった。オーストリア皇帝フランツ・ヨーゼフ1世を出迎えた際の態度も洗練されており、「名門貴族が名門貴族に接する態度そのもの」と絶賛された。彼の話すドイツ語も宮廷やオーストリア貴族の間で使われるような上品なものであった。
一度だけ反ユダヤ主義に対する意趣返しをやったことがあったが、その時のやり方も爽快感とともに優雅さがあった。ウィーン近くのカジノクラブが反ユダヤ主義思想からアンゼルムを不当に締め出した際、アンゼルムはそのクラブの近くの村のために近代的汚染処施設を建設してやり、その臭いがクラブに届くように配置した。これに慌てたクラブは急遽会員カードをアンゼルムに送って和解しようとしたが、アンゼルムはそのカードに最高級香水の臭いをしみこませて送り返したのだった。

## 家族
ロンドン・ロスチャイルド家の祖ネイサン・メイアー・ロスチャイルドの長女シャーロットと結婚し、彼女との間に4男4女を儲けた。
- 第1子（長男）マイアー・アンゼルム・レオン（1827年 - 1828年）：夭折
- 第2子（長女）カロリーネ・ジュリー（1830年 - 1907年）：ナポリ家のアドルフ・カールと結婚。
- 第3子（次女）ハンナ・マティルデ（ドイツ語版）（1832年 - 1924年）：フランクフルト家のヴィルヘルム・カール（ドイツ語版）と結婚。
- 第4子（三女）サラ・ルイーゼ（1834年 - 1924年）：イタリア貴族ライモンド・フランケッティ（イタリア語版）男爵と結婚。
- 第5子（次男）ナサニエル・マイヤー（ドイツ語版）（1836年 - 1905年）
- 第6子（三男）フェルディナント・イェームス・アンゼルム（1839年 - 1898年）：ロンドン家のイヴェリナ（英語版）と結婚。英国に移住し、英国庶民院議員となる。
- 第7子（四男）アルベルト・ザロモン・アンゼルム（1844年 - 1911年）：銀行業を継承
- 第8子（四女）アリーセ・シャルロッテ（英語版）（1847年 - 1922年）：英国へ移住